# Heptachispa
Heptachispa is een geslacht van kevers uit de familie bladkevers (Chrysomelidae).
De wetenschappelijke naam van het geslacht werd in 1953 gepubliceerd door Uhmann.

## Soorten
- Heptachispa crassicornis (Chapuis, 1877)
- Heptachispa delkeskampi (Uhmann, 1940)
- Heptachispa sordidula (Weise, 1913)
- Heptachispa texta (Uhmann, 1940)
- Heptachispa vitticollis (Weise, 1911)